# Cerkiew Świętego Ducha w Šumperku
Cerkiew Świętego Ducha – prawosławna cerkiew katedralna i parafialna w Šumperku. Należy do dekanatu ołomunieckiego eparchii ołomuniecko-brneńskiej Kościoła Prawosławnego Czech i Słowacji.
Świątynię wzniesiono staraniem miejscowej społeczności greckiej. Budowa miała miejsce w latach 1993–1998, konsekracja – 27 czerwca 1998.
Cerkiew została zbudowana w stylu bizantyjskim. Posiada jedną kopułę przypominającą płonącą świecę, co nawiązuje do wezwania świątyni. Wewnątrz mieści się ikonostas, do którego część ikon napisali mnisi z greckich monasterów. W sąsiedztwie cerkwi znajduje się dzwonnica z sześcioma dzwonami, wygrywającymi melodie bizantyjskie w święta cerkiewne.

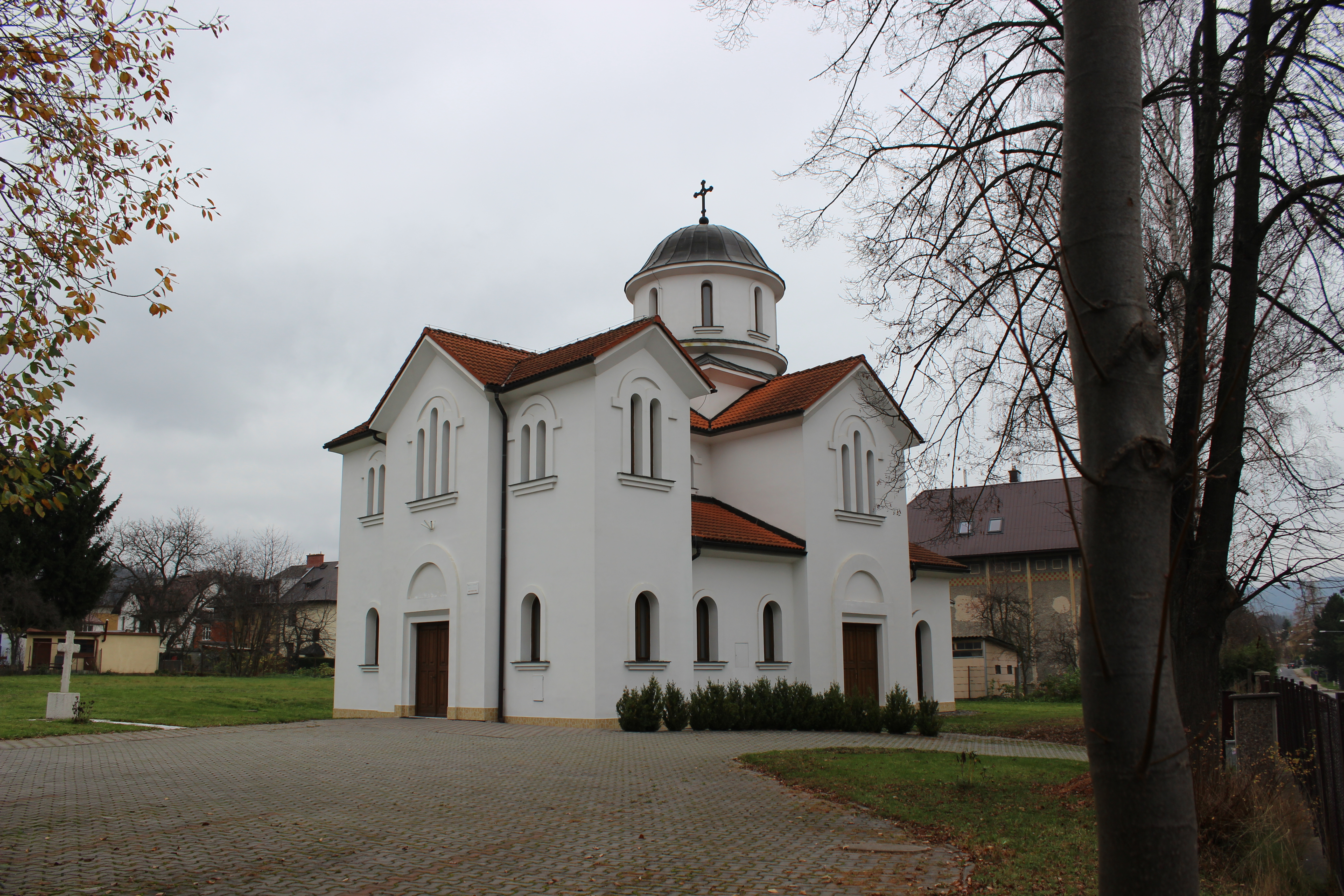
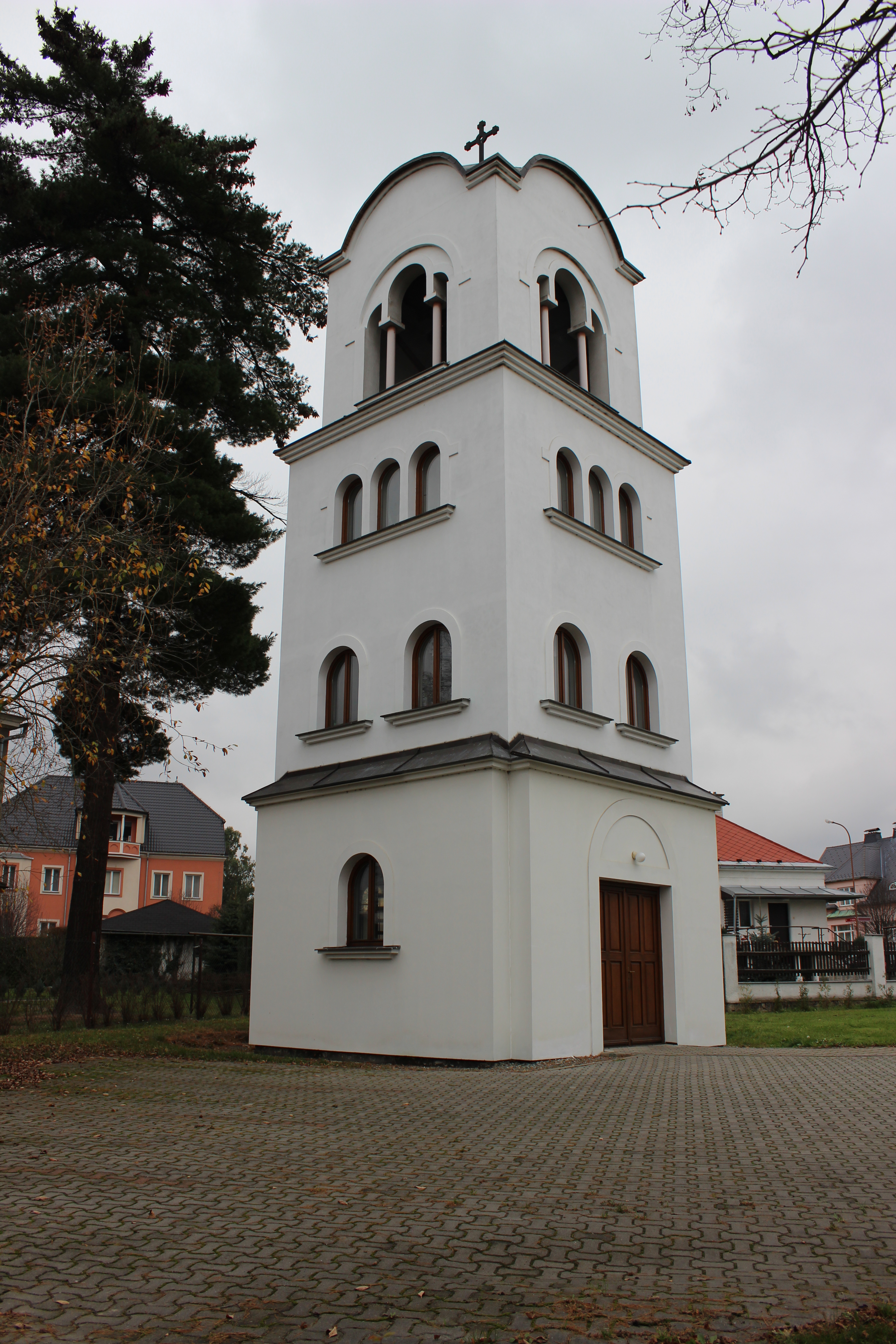